# Adobe Creative Cloud
Chronologie des versions
Adobe Creative Suite
Adobe Creative Cloud est un ensemble d'applications et de services proposés par Adobe Systems, qui permet aux abonnés d'accéder à une collection de logiciels utilisés pour la conception graphique, le montage vidéo, le développement web, la photographie, un ensemble d'applications mobiles, et des services cloud. L'accès à Creative Cloud nécessite un abonnement mensuel ou annuel. Les logiciels, téléchargeables sur Internet, sont accessibles sur un ordinateur local durant toute la durée de l'abonnement. Des mises à jour en ligne et plusieurs langues sont incluses dans l'abonnement. Creative Cloud a d'abord été hébergé sur Amazon Web Services, et est depuis la version 2017 hébergé sur Microsoft Azure.
Auparavant, Adobe proposait une licence perpétuelle de logiciel pour l'obtention de produits seuls ainsi que des suites de logiciels contenant plusieurs produits (tels que Adobe Creative Suite ou Adobe eLearning Suite).
Adobe a annoncé Creative Cloud en octobre 2011. Une autre version de Adobe Creative Suite sort l'année suivante. Le 6 mai 2013, Adobe a annoncé qu'il ne publierait plus de nouvelles versions de Creative Suite (CS) et que les futures versions de son logiciel seront uniquement disponibles via Creative Cloud,,. Les premières versions réservées uniquement à Creative Cloud ont été publiées le 17 juin 2013.

## Applications
Adobe Creative Cloud conserve de nombreuses fonctionnalités d'Adobe Creative Suite et en introduit de nouvelles telles que la sauvegarde dans le cloud. En juin 2014, la société a annoncé 14 nouveaux logiciels pour ordinateur, quatre nouvelles applications mobiles et la disponibilité de la suite pour les entreprises et l'éducation.

### Les formules d'abonnement
Adobe propose quatre niveaux d'abonnement à Creative Cloud pour les particuliers :
1. Creative Cloud pour la Photo, qui contient les fonctionnalités liées à la photographie d'Adobe Creative Cloud et de l'accès à Photoshop CC et Lightroom CC, Lightroom Classic CC ainsi que du stockage dans le cloud[7].
2. Une seule Application, qui contient toutes les fonctions Creative Cloud, ainsi que l'accès à une application unique au choix parmi une liste de plus de 13 applications.
3. Toutes les Applications, qui contient toutes les fonctions Creative Cloud, ainsi que l'accès à toutes les applications de la suite.
4. Toutes les Applications + Adobe Stock, qui contient toutes les fonctionnalités standard de Creative Cloud en plus des fonctionnalités de Adobe Stock.

Liste des Applications disponibles dans Adobe Creative Cloud :
1. Adobe Acrobat est une famille de logiciels dédiés à Adobe Portable Document Format (PDF). Adobe Reader est une application qui permet la lecture de fichiers PDF.
2. Adobe After Effects est un logiciel d'effets numériques et de compositing logiciel édité par Adobe Systems. Il est souvent utilisé au cinéma et à la post-production vidéo.
3. Adobe Animate est un logiciel d'animation vectoriel utilisé pour la conception d'animations interactives avec des outils de dessin pour les publier sur de multiples plateformes telles que Adobe Flash, Adobe AIR, HTML5, canvas et WebGL. C'est le successeur de Adobe Flash Professional et il inclut également des fonctionnalités de Adobe Edge, qui est interrompu.
4. Adobe Flash Builder, anciennement Adobe Flex Builder est un environnement de développement intégré (IDE) construit sur la plate-forme Eclipse, conçu pour le développement d'applications Internet riches (Ria) et de bureaux d'applications pour la plate-forme Adobe Flash.
5. Adobe Scout, un outil de profilage pour les fichiers Flash SWF.
6. Adobe Audition est un logiciel de traitement de données audio numériques de l'éditeur qui fournit l'interface moderne et de flux de travail d' Adobe Soundbooth avec les capacités de l'Audition.
7. Adobe Bridge est un programme d'organisation. Son objectif principal est de lier les parties de la Creative Suite ensemble en utilisant un format similaire à l'explorateur de fichiers trouvés dans les précédentes versions d'Adobe Photoshop.
8. Adobe Character Animator CC permet la création et l'animation de personnage en deux dimensions.
9. Adobe Dreamweaver est une combinaison de code / GUI de développement d'applications web.
10. Adobe Illustrator est un éditeur graphique vectoriel et d'illustration de logiciels.
11. Adobe InCopy est un traitement de texte d'application.
12. Adobe InDesign est un bureau d'édition de l'application.
13. Adobe Dimension CC (anciennement Projet Felix) est une application simple pour créer et rendre des images en trois dimensions.
14. Adobe Muse est un programme de développement web qui met l'accent sur la page web de la construction pour les concepteurs sans l'accent de l'écriture de code.
15. Adobe Photoshop est un éditeur d'image matricielle (avec d'importantes fonctionnalités de graphiques vectoriels).
16. Adobe Fuse CC est un logiciel permettant la création de personnages en trois dimensions.
17. Adobe Lightroom Classic CC est un processeur de photos et un organisateur d'images.
18. Adobe Lightroom CC est un service de retouche, classement et stockage dans le cloud.
19. Adobe Premiere Pro est une application de montage vidéo en temps réel basée sur une chronologie. Ses applications connexes sont :
  - Adobe Media Encoder, un outil pour les fichiers vidéo de sortie.
  - Adobe Prelude, un outil pour l'importation (ingestion), l'examen et l'enregistrement numérique des médias.
  - Adobe SpeedGrade, un outil pour effectuer des corrections de colorimétrie.
20. Adobe XD CC est un logiciel de conception de site web et d'application mobile.

Les services suivants sont également disponibles :
1. Behance est un site de médias sociaux en fonction du portefeuille de services pour les professionnels de la création.
2. Adobe Portfolio est un site de médias sociaux de l'éditeur proposant de l'aide aux professionnels de la création pour créer et gérer leurs propres sites web personnalisés, afin de mettre en valeur leur travail de création.
3. Adobe Story Plus est une application en ligne d'écriture de scénarios de cinéma et de télévision et de pré-production qui s'intègre avec la famille Premiere Pro.
4. Les polices de la famille Typekit sont disponibles pour les licences de membres.
5. Adobe Spark est une famille d'outils de narration visuelle gratuits, notamment Adobe Spark Video, Adobe Spark Page et Adobe Spark Post.
6. L'hébergement Web et le cloud d'hébergement de fichiers de l'espace de stockage et de service.

Le support d'Adobe Encore et d'Adobe Fireworks a été abandonné par Adobe, mais ils sont toujours disponibles au téléchargement via Creative Cloud.
Adobe Creative Cloud offre également des applications mobiles sur Android et iOS qui sont disponibles gratuitement. Avec Adobe CreativeSync, toutes les applications et tous les actifs sont synchronisés entre les périphériques mobiles et les ordinateurs.
Brèves descriptions des applications mobiles :
1. Adobe Capture CC transforme une photo en thème de couleurs, de motifs, brosses et formes. Il combine les fonctionnalités de différentes applications comme Adobe CC Couleur, la Forme CC, Brosse CC et la Teinte CC.
2. Adobe Illustrator Draw est une application de dessin vectoriel.
3. Adobe Photoshop Sketch est une application de dessin.
4. Adobe Comp CC est un logiciel de mise en page et de conception.
5. Adobe Aperçu CC est une application pour la prévisualisation des contenus mobiles.
6. Adobe Premiere Clip est un logiciel de montage vidéo sur la plate-forme mobile.
7. Adobe Lightroom Mobile est un éditeur d'image similaire à Adobe Photoshop Lightroom pour ordinateur.
8. Adobe Photoshop Mix est une couche à base d'image de trame de l'éditeur.
9. Adobe Photoshop Fix est un programme de restauration et le logiciel de retouche d'image de correction de couleur.

## Réception
Le changement de licences perpétuelles vers un modèle d'abonnement a rencontré de vives critiques.

### Critiques
À la suite de ce changement, Adobe a annoncé des mises à jour de fonctionnalités plus fréquentes de ses produits.
Pour conserver l'accès aux logiciels ainsi que la capacité à ouvrir leurs travaux enregistrés dans des formats de fichiers propriétaires, les utilisateurs doivent s'acquitter d'un abonnement mensuel.
Bien que les investisseurs aient applaudi cette décision, de nombreux clients ont réagi négativement. Ce changement a reçu des critiques mitigées des créateurs indépendants et de nombreux utilisateurs ont exprimé leur mécontentement sur le web,, à travers de multiples Pétitions en ligne. Une pétition Change.org a atteint plus de 30 000 signatures dans un délai de quelques semaines après l'annonce.
Creative Cloud a été critiqué pour casser la synchronisation des fichiers, l'une de ses fonctionnalités de base,. En mai 2013, Adobe a annoncé la suspension de l'aperçu du bureau de synchronisation de fichiers "pour les deux prochaines semaines". Les utilisateurs de Creative Cloud ont été déçus par la fonctionnalité de stockage dans le cloud,, et ont été "loin d'être convaincus par le modèle d’abonnement d'Adobe". Certains utilisateurs ont indiqué qu'ils seraient obligés de mettre à niveau leur matériel informatique lorsqu'il ne sera plus pris en charge par la version actuelle de Creative Cloud.
En mai 2014, le service a été interrompu pendant plus d'une journée jour en raison d'une panne de connexion,,,,. Adobe a présenté des excuses pour cet échec mondial,. Lorsqu'une indemnisation a été évoquée, l'entreprise a répondu : "Nous ne pouvons pas offrir d'indemnisation pour la durée de la panne. Nous sommes désolés pour la frustration.", Adobe a annoncé qu'il procéderait à des rémunérations au "cas par cas". La panne a été fortement critiquée, de même que le logiciel d'Adobe en tant que modèle de service en général.
Des articles en ligne ont commencé à évoquer des alternatives aux logiciels d'Adobe,,,,. Adobe affirme que Creative Cloud est son «produit de satisfaction client le plus élevé dans l'espace créatif» et qu'avant même qu'Adobe adopte un modèle d'abonnement pur, «plus de 80% des clients ayant acheté des produits sur le site Web d'Adobe ont choisi CC CS."
Bien que Creative Cloud ait été prévu pour limiter le piratage de Photoshop, qui est l'un des logiciels les plus piratés, Creative Cloud a été piraté et ses applications mises à disposition illégalement un jour après avoir été officiellement lancé,. Adobe a affirmé que l'abonnement rendrait son logiciel plus accessible aux utilisateurs qui l'ont piraté auparavant.
Adobe a conclu un partenariat avec Jostens, un éditeur d'annuaires, en avril 2015. Le partenariat, appelé Monarque, permet à Jostens de fournir à ses clients son annuaire InDesign et Photoshop dans un navigateur, avec un logiciel mis à jour chaque année,.